# Miao Tian
Miao Tian (chinesisch 苗甜; * 18. Januar 1993 in Peking) ist eine chinesische Ruderin, die 2014 Weltmeisterschaftsdritte im Vierer ohne Steuerfrau war. Im Achter war sie 2021 Olympiadritte.

## Sportliche Karriere
Miao Tian erhielt bei den Junioren-Weltmeisterschaften 2009 die Bronzemedaille im Zweier ohne Steuerfrau. 
He Sihui, Miao Tian, Zhang Min und Zhang Huan gewannen 2014 bei den Weltmeisterschaften in Amsterdam die Bronzemedaille im Vierer ohne Steuerfrau hinter den Booten aus Neuseeland und aus den Vereinigten Staaten. Bei den Asienspielen 2014 siegten Miao Tian und Zhang Min im Zweier ohne Steuerfrau. Ein Jahr später ruderte Miao Tian mit dem chinesischen Achter bei den Weltmeisterschaften in Savoyen auf den neunten Platz. Bei der letzten Qualifikationsregatta für die Olympischen Spiele 2016 in Rio de Janeiro starteten Zhang Min und Miao Tian im Zweier ohne Steuerfrau. Mit einem zweiten Platz hinter den Spanierinnen konnte sich der chinesische Zweier einen Start in Rio de Janeiro sichern. Bei der olympischen Regatta hatten die beiden Chinesinnen als Viertplatzierte des Halbfinales im Ziel 0,11 Sekunden Rückstand auf die drittplatzierten Spanierinnen. Damit mussten die Chinesinnen im B-Finale antreten. Dieses Rennen gewannen sie und belegten damit den siebten Platz in der Gesamtabrechnung.
2017 trat Miao Tian bei den Weltmeisterschaften in Sarasota mit Zhao Mingwei im Zweier an und ruderte auf den zehnten Platz. 2019 belegte Miao Tian mit dem chinesischen Achter den siebten Platz bei den Weltmeisterschaften 2019 in Linz/Ottensheim, nur die ersten fünf Achter waren mit dem Ergebnis der Weltmeisterschaften automatisch für die Olympischen Spiele 2020 qualifiziert. Im Mai 2021 fand die letzte Qualifikationsregatta für die Olympischen Spiele in Tokio statt, dieses Rennen gewann der chinesische Achter. In Tokio belegten Wang Zifeng, Wang Yuwei, Xu Fei, Miao Tian, Zhang Min, Ju Rui, Li Jingjing, Guo Linlin und Steuermann Zhang Dechang sowohl im Vorlauf als auch im Hoffnungslauf den dritten Platz. Diesen Platz erreichten sie auch im Finale und gewannen damit die Bronzemedaille hinter den Kanadierinnen und den Neuseeländerinnen. Im Ziel hatten die Chinesinnen eine Sekunde Rückstand auf die Zweitplatzierten und ebenfalls eine Sekunde Vorsprung auf das viertplatzierte Boot aus den Vereinigten Staaten.